# Власівка (станція)
Власівка — проміжна залізнична станція Харківської дирекції Південної залізниці на лінії Мерефа — Берестин між роз'їздами Караван (8 км) та Широкий (9 км). Розташована в селі Палатки Берестинського району Харківської області.

## Історія
Станція Власівка відкрита 13 березня 1927 року.
У 1974 році станція електрифікована постійним струмом (=3 кВ) в складі дільниці Мерефа — Власівка. 6 листопада 1974 року відбулося відкриття регулярного руху електрифікованою дільницею, який відкривав електропоїзд ЕР2-1041.
1988 року продовжено електрифікацію дільниці Власівка — Берестин і вже 14 жовтня 1988 року станцією пройшов перший електропоїзд.

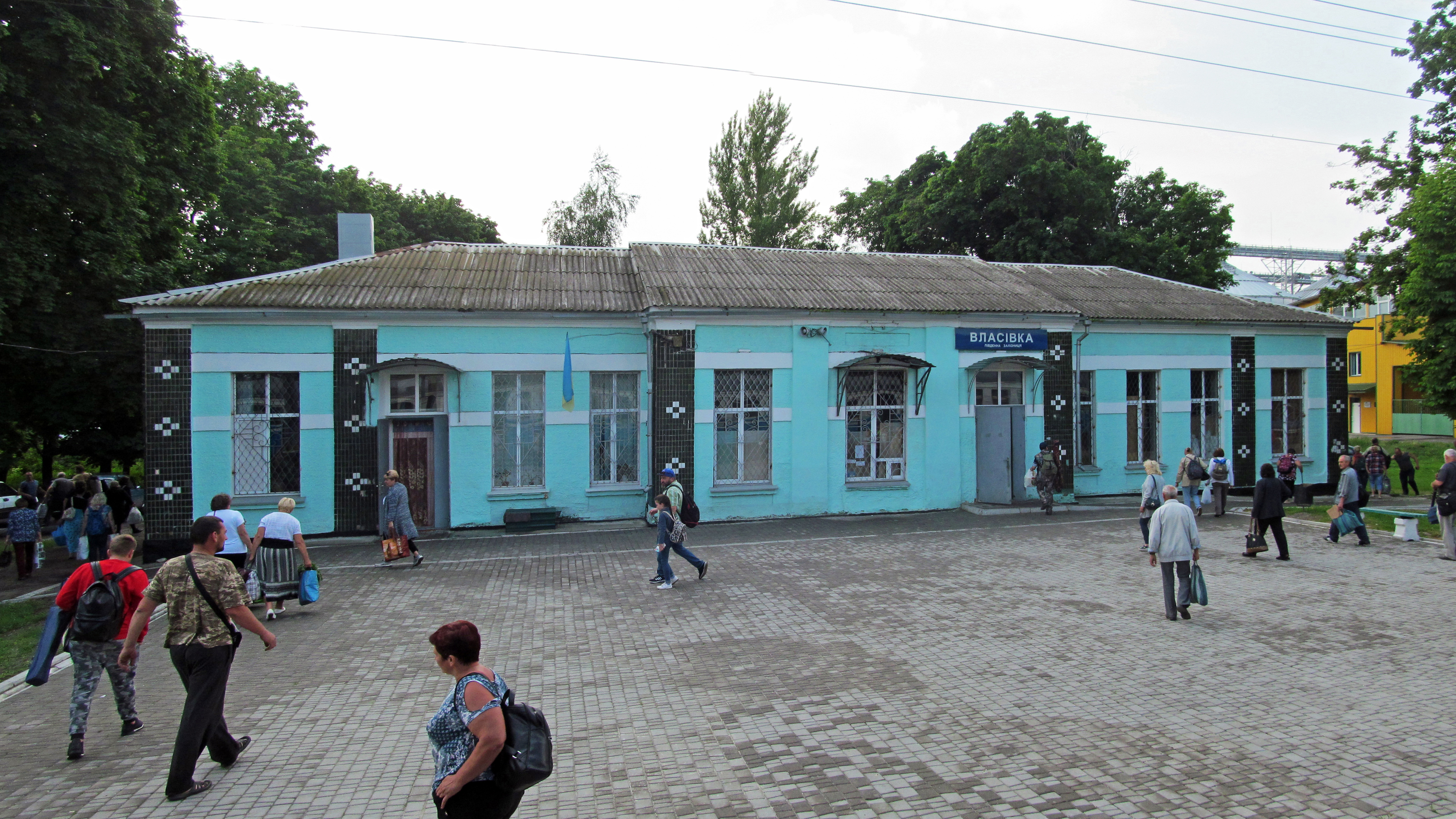
Вокзал станції Власівка (2019)
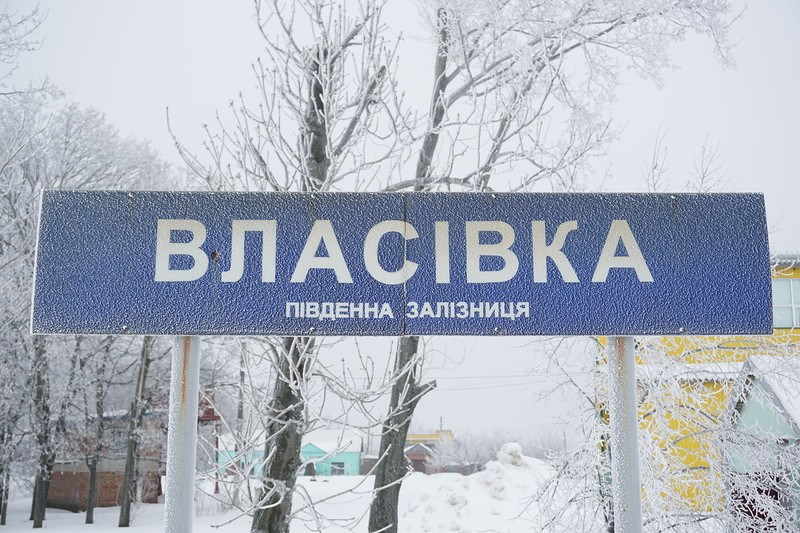
Табличка з назвою станції

З 19 серпня 2011 року через реконструкцію станції Берестин із електрифікації станції змінним струмом для впровадження швидкісного сполучення до Чемпіонату Європи з футболу 2012 року були тимчасово скасовані електропоїзди до станції Берестин. На той час вони прямували до станцій Власівка та Берестовеньки, де для пасажирів було призначені дизель-поїзди від станцій Власівки та Берестовеньки до Берестина. Відновлення руху електропоїздів до Берестина відбулось 5 травня 2012 року.
У середині вересня 2014 року на станції Власівка харків'янка похилого віку при спробі перейти залізничні колії потрапила під колеса електропоїзду, що почав рух зі станції,  від отриманих травм померла.
Наприкінці березня 2015 року поблизу залізничного вокзалу станції Власівка було виявлено близько 3-х тисяч боєприпасів часів Другої світової війни, серед яких мінометні міни та артилерійські снаряди різних калібрів. Всі боєприпаси були вивезені та знищені на спеціальному полігоні/

## Пасажирське сполучення
На станції Власівка зупиняються приміські поїзди сполученням Харків — Берестин.